# Gorno Vranovci
Gorno Vranovci (makedonsky: Горно Врановци, albánsky: Vranoci i Epërm) je vesnice v Severní Makedonii. Nachází se v opštině Čaška ve Vardarském regionu.

## Geografie
Vesnice Gorno Vranovci se nachází v oblasti Groot, v podhůří Jakupice, ve středním povodí řeky Topolka, na jejím pravém řeku. Od města Veles je vzdálená 29 km.

## Historie
Od konce 18. století se zde začali usazovat muslimové z oblasti kolem řeky Radika. Někteří zaostalí křesťané přijali islám a tak vznikla vesnice Gorno Vranovci. Makedonští muslimové tuto oblast opustili po rozpadu Osmanské říše. K největšímu stěhování obyvatel došlo v 50. letech 20. století, kdy se mnoho obyvatel přestěhovalo do Turecka. Namísto původních obyvatel se zde usadili Albánci z Kosova.
29. října 1944 vyšly v této vesnici první čistě makedonské noviny Nova Makedonija a existovala zde první osvobozená tiskárna. Dnes je na tomto místě zřízeno muzeum. Osmi stránkové noviny vyšly v malém nákladu a byly distribuovány brigádám, velitelstvím a odbojářským spolkům. Jednalo se o první oficiální dokument otištěný v kodifikovaném makedonském jazyce.

## Demografie
Podle sčítání lidu z roku 2021 žije ve vesnici 318 obyvatel. Etnické skupiny jsou:
- Albánci – 304
- Turci – 5
- Bosňáci – 5
- Makedonci – 1
- ostatní – 3

| Rok          | 1900 | 1948 | 1953 | 1961 | 1971 | 1981 | 1994 | 2002 | 2021 |
| ------------ | ---- | ---- | ---- | ---- | ---- | ---- | ---- | ---- | ---- |
| Obyvatelstvo | 1900 | 3354 | 3847 | 738  | 177  | 184  | 221  | 199  | 318  |